# Александровка (Грачовський район)
Алекса́ндровка (рос. Александровка) — село у складі Грачовського району Оренбурзької області, Росія.

## Населення
Населення — 534 особи (2010; 708 у 2002).
Національний склад (станом на 2002 рік):
- росіяни — 71 %